# Flughafen Andahuaylas

i7
i11
i13
Der Flughafen Andahuaylas (IATA-Code: ANS, ICAO-Code: SPHY) ist ein peruanischer Flughafen nahe der Stadt Andahuaylas in der Region Apurímac.
Der Airport ist derzeit der wichtigste und einzige Flughafen in der Region, der auch kommerzielle Linienflüge abwickelt. Derzeit verbindet Star Perú den Flughafen mit Lima, der Landeshauptstadt Perus. Darüber hinaus wird der Flughafen gelegentlich auch von Charterflügen genutzt.

## Zwischenfälle
- 13. November 2010: Eine Swearingen Metroliner III SA227-AC der LC Perú (Luftfahrzeugkennzeichen 	N781C) kam von der Landebahn ab, da die Bremsen ungleichmäßig Bremsdruck ausübten. Alle 19 Insassen überlebten unverletzt.[1]